# ستيف هيشت
ستيف هيشت (بالإنجليزية: Steve Hecht)‏ هو مدرب كرة القاعدة ‏ أمريكي، ولد في 12 نوفمبر 1965 في بالم سبرينغس في الولايات المتحدة.